# Route d'Espagne
La route d'Espagne (en occitan : rota d'Espanha) est une voie de Toulouse, chef-lieu de la région Occitanie, dans le Midi de la France.

## Situation et accès

### Description
La route d'Espagne est une voie publique située dans Toulouse. Elle traverse le quartier de l'Oncopole, dans le secteur 6 - Ouest, puis le quartier de la Croix-de-Pierre, dans le secteur 2 - Rive gauche. Elle correspond à une partie de l'ancienne route nationale 20 devenue la route départementale 120, qui va de Toulouse à Roques. Longue de plus de 3 800 mètres, c'est une des plus longues voies de Toulouse. 
La route d'Espagne naît dans le prolongement de la voie du même nom, sur la commune de Portet-sur-Garonne. Dans la première partie de la route, jusqu'au rond-point du Professeur-Daniel-Blanc, au carrefour du chemin des Silos, à l'ouest, et de la rue Irène-Joliot-Curie, à l'est, la route d'Espagne dessert une vaste zone commerciale et industrielle, la zone d'activités Sud, qui s'organise autour de l'avenue de Larrieu, de la rue Jean-Perrin et de la rue Léon-Joulin. 
La deuxième partie de la route d'Espagne, jusqu'au chemin de la Loge, correspond, du côté est, à l'emprise de l'ancienne usine AZF, disparue et progressivement démolie à la suite de l'explosion du 21 septembre 2001. Les terrains sont en partie occupés par les bâtiments du Cancéropole – devenu Oncopole en 2014. Du côté ouest, entre le chemin des Silos et la rue de Gironis, s'étend le centre hospitalier Gérard-Marchant – l'ancien asile de Braqueville. La rue de Gironis permet de relier la route d'Espagne au cœur du quartier de Lafourguette, au-delà des voies de la ligne ferroviaire de Toulouse à Bayonne et de l'autoroute A64. Le dépôt de bus Tisséo occupe enfin un terrain triangulaire entre la rue de Gironis, la route d'Espagne et la voie ferrée. 
Après le chemin de la Loge, la route d'Espagne est alors franchie, grâce à plusieurs ponts ferroviaires, par les voies ferrées de la ligne de Toulouse à Auch et de Toulouse à Bayonne. Le pont de Langlade, construit en 1997, permet le franchissement de l'avenue du Corps-Franc-Pommiès – périphérique (A620) –, accessible depuis la route d'Espagne en partie du côté est par deux bretelles, aux ronds-points Henri-Sarramon et Robert-Baden-Powell. 
La dernière partie de la route d'Espagne s'est progressivement urbanisée dans la deuxième moitié du XXe siècle. Au rond-point Robert-Baden-Powell, la rue Louis-Courtois-de-Viçose donne accès à la zone d'activité Porte Sud, établie sur les terrains de l'ancien camp de Bordelongue après les destructions de l'explosion d'AZF. Ensuite, sur le côté ouest de la route d'Espagne, les rues desservent un quartier de pavillons et de petits immeubles. Sur le côté est, après les édifices commerciaux établis autour de l'impasse Camille-Langlade se trouvent le lycée professionnel Joseph-Gallieni, puis la cité des Oustalous. La route d'Espagne se termine au carrefour de la Pointe, devenu le rond-point du Vingt-et-Un-Septembre-2001, qu'elle forme avec la route de Seysses et l'avenue de Muret, qui la prolonge au nord-est jusqu'à la place du Fer-à-Cheval.

### Voies rencontrées
La route d'Espagne rencontre les voies suivantes, dans l'ordre des numéros croissants (« g » indique que la rue se situe à gauche, « d » à droite) :
1. Route d'Espagne - Portet-sur-Garonne
2. Avenue de Larrieu (g)
3. Rond-point du Docteur-Maurice-Dide
4. Avenue du Général-Eisenhower (g)
5. Impasse Palayré (d)
6. Rue Léon-Joulin (g)
7. Rond-Point du Professeur-Daniel-Blanc
8. Chemin des Silos (g)
9. Avenue Irène-Joliot-Curie (d)
10. Avenue Hubert-Curien (d)
11. Rond-Point Hélène-Rouch
12. Rue de Gironis (g)
13. Place Pierre-Potier (d)
14. Place Maria-Gomez-Alvarez (d)
15. Chemin de la Loge (d)
16. Rond-Point Henri-Sarramon
17. Avenue du Corps-Franc-Pommiès/Périphérique (A620) - Échangeur no 25
18. Rond-point Robert-Baden-Powell
19. Rue Louis-Courtois-de-Viçose (g)
20. Impasse Camille-Langlade (d)
21. Rue Étienne-Bacquié (g)
22. Rue Bernadette (g)
23. Rue Gustave-Charpentier (g)
24. Rue d'Orbesson (g)
25. Rue Pénent (g)
26. Avenue Henri-Barbusse (d)
27. Rond-point du 21-Septembre-2001
28. Route de Seysses (g)
29. Avenue de Muret (d)

### Transports
La route d'Espagne est parcourue et desservie sur presque toute sa longueur par la ligne du Linéo L5. Elle est également proche de l'avenue Irène-Joliot-Curie, où se trouvent la station Oncopole - Lise Enjalbert, terminus ouest du téléphérique Téléo, ainsi que le terminus de la ligne de bus 13, qui parcourt et dessert la route d'Espagne entre l'avenue Hubert-Curien et la rue Louis-Courtois-de-Viçose. 
Le dépôt de bus Tisséo de Langlade occupe une superficie de 11 hectares. Il est aménagé en 1976 pour la SEMVAT. Il comptait en 2001 1 800 salariés et 424 bus. Il est entièrement reconstruit après les destructions causées par l'explosion de l'usine AZF en 2001, et rouvert en septembre 2007. 
Enfin, la route d'Espagne est également équipée de plusieurs stations de vélos en libre-service VélôToulouse, toutes entre la Pointe et l'avenue du Corps-Franc-Pommiès : les stations no 190 (39 route d'Espagne) et no 241 (57 route d'Espagne).

## Odonymie
À la fin du Moyen Âge, la route d'Espagne était désignée – comme l'actuelle avenue de Muret – comme le chemin de Muret (cami de Murel en occitan médiéval), puisqu'il conduisait à Muret, capitale du Comminges. Ce nom doit être ancien, puisque la porte du rempart du faubourg Saint-Cyprien, où débouchait le chemin, était aussi connue comme la porte de Muret (emplacement de l'actuelle place du Fer-à-Cheval).  
Avec la réforme du réseau routier sous le Premier Empire en 1811, puis sous la Restauration, la route de Muret devint une partie de la route nationale no 20, de Paris à Bourg-Madame, et de la route nationale no 125, de Toulouse à Fos, à la frontière espagnole, et elle fut donc désignée comme la route d'Espagne. En 1866, avec le développement de l'urbanisation le long de la route d'Espagne, la première partie de la route, entre la place du Fer-à-Cheval et la Pointe, reprit le nom d'avenue de Muret, tandis que celui de route d'Espagne était conservé pour la deuxième partie.

## Patrimoine et lieux d'intérêt

### Centre hospitalier Gérard-Marchant
Inscrit MH (2008, façades et toitures des bâtiments administratifs bordant la cour d'honneur, du bâtiment en hémicycle situé à l'ouest de la chapelle, des pavillons des malades bordant les deux allées situées au nord et au sud de la cour d'honneur ; chapelle de l'hôpital ; sol et plantations de la cour d'honneur)
 Patrimoine XXe siècle (2017).
L'asile d'aliénés de Braqueville – actuel Centre hospitalier Gérard-Marchant – est construit entre 1852 et 1864 par l'architecte Jacques-Jean Esquié, conseillé par l'aliéniste Gérard Marchant, les médecins étant convaincus de l'influence de l'architecture pour soigner les maladies physiques ou mentales. L'asile se trouve à la campagne, sur le domaine de Braqueville, le calme et l'éloignement de ville faisant partie de la thérapie. Il adopte les conceptions de l'architecture pavillonnaire où, pour éviter la contagion, chaque pavillon est affecté au traitement d'une maladie (mentale) particulière. Entre 1883 et 1925, l'architecte Joseph Thillet ajoute plusieurs bâtiments, en particulier un grand pavillon d'entrée au sud est, au bord de la route d'Espagne, ainsi que des villas destinées aux patients fortunés. Tout au long du XXe siècle, des agrandissements sont réalisés, notamment un château d'eau à structure prismatique, œuvre de l'architecte Pierre Debeaux en 1963. En 2001, l'explosion de l'usine AZF endommage gravement les bâtiments.

### Autres établissements de santé
- no  130 : clinique Médipôle Garonne. 
Le Médipôle Garonne regroupe plusieurs spécialités autour de la médecine du sport. Il est construit entre 2008 et 2010 sur les plans de l'agence Sud Architectes, au profit des équipes de la clinique du Cours Dillon (emplacement de l'actuel no 1 rue Peyrolade), dans le quartier Saint-Cyprien[7]. Le bâtiment, d'architecture contemporaine, adopte un plan en H.

- no  145 : Centre de recherche Pierre-Fabre. 
Le Centre de recherche Pierre-Fabre est construit entre 2006 et 2010 sur les plans de l'architecte Roger Taillibert, pour l'entreprise Pierre Fabre, sur une vaste parcelle de 17,4 hectares[8]. Il accueille à son ouverture 1 400 salariés du groupe[9].

- no  147-149 : Institut universitaire du cancer de Toulouse - Oncopole. 
L'Institut universitaire du cancer est construit entre et 2014 par l'architecte Jean-Paul Viguier, sur une vaste parcelle limitée par la route d'Espagne et les avenues Hubert-Curien et Irène-Joliot-Curie. Il regroupe l'Institut Claudius Regaud, centre de lutte contre le cancer et des services d'oncologie du CHU de Toulouse. Il concentre les services liés à l'hématologie, aux cancers de la femme, de la peau et O.R.L. C'est également là que se font les traitements par médecine nucléaire, par curiethérapie et par radiothérapie[10],[11].

### Patrimoine industriel
- no  143 : usine AZF et mémorial des victimes de la catastrophe de l'AZF. 
L'Office national industriel de l'azote (ONIA) ayant été créé en 1924, l'usine ouvre ses portes en 1927 sur des terrains libérés par la Poudrerie nationale – un site d'environ 70 hectares, délimité par la route d'Espagne à l'ouest, le chemin de la Loge au nord et la Garonne à l'est. L'usine devient ensuite AZF, appartenant à la société Grande Paroisse, devenue filiale d'Elf Aquitaine en 1990, puis placée sous le contrôle d'Atofina à la suite de la fusion avec Total en 2000. L'explosion d'un stock d'ammonitrates conservé dans le hangar 221, le 21 septembre 2001, entraîne la fermeture totale du site, puis sa démolition et sa dépollution progressive. 
Le portail d'entrée de l'usine, sur la route d'Espagne, est le dernier vestige des bâtiments de l'usine. Il se compose de deux pavillons. Une allée mène au mémorial des victimes de la catastrophe de l'AZF, aménagé en 2012 par Gilles Conan. Il se compose d'une installation de 31 tubes lumineux, à laquelle fait face une table de granit portant les noms des 31 victimes, déplacée de la route de Seysses (ancien no 313) où elle avait été inaugurée en 2008[12],[13]. Plus au nord, le cratère creusé par l'explosion, de 20 mètres de diamètre, est conservé à la demande de la justice, le procès ne s'étant terminé qu'en 2020, à la suite du rejet du pourvoi en cassation en décembre 2019[14],[15].

- no  153 : usine de chaudronnerie. 
L'usine est construite entre 1926 et 1940. En 1965, elle appartient à la société Prométaux, spécialisée dans la chaudronnerie (chromage, zingage et nickelage). En 1968, les bâtiments passent à la société Creusot Loire Métal Service qui s'occupe de sidérurgie, puis à la société OMS (Office management spécialisé), spécialisée dans la chaudronnerie et la tuyauterie. Le site, endommagé après l'explosion de l'usine AZF en 2001, est totalement abandonné à la suite de la fermeture de l'entreprise en 2011. Il est aujourd'hui au cœur d'un projet de réhabilitation[16]. 
Le bâtiment, de plan rectangulaire, est à pans de béton armé, hourdé de brique. Il est couvert d'une voûte en berceau, également en béton armé. Sur la façade principale, du côté de la route d'Espagne, est placé au-dessus de l'entrée le buste stylisé d'un ouvrier. À l'intérieur, une mezzanine fait le tour du bâtiment, ménageant un espace libre au centre[17].

### Établissements scolaires
- no  65 : groupe scolaire des Oustalous[18].
- no  79 : lycée professionnel Gallieni[19].

### Immeubles et maisons
- no  17 : château de Gounon. 
Le château de Gounon, de style classique toulousain, est construit au milieu du XVIIIe siècle, peut-être pour la famille d'Espie, propriétaire du domaine jusqu'en 1759 – les formes architecturales peuvent d'ailleurs être rapprochées de l'hôtel que possède Félix-François d'Espie dans la rue Mage (actuel no 3) –, ou à M. Gounon, qui le rachète à cette date. Le château, qui se compose d'un corps de logis et d'un bâtiment pour les communs, est agrandi une première fois au début du XIXe siècle par la construction de tourelles et par l'agrandissement des communs. Enfin, au cours de la deuxième moitié du XIXe siècle, la façade sur le jardin est poursuivie de chaque côté par deux petits corps de bâtiment[20].

- no  42 : maison (1933, Jean Valette)[21].
- no  44 : maison (1932, Jean Valette)[22].
- no  46 : maison (1932, Jean Valette)[23].
- no  56 : maison (1936)[24].
- no  58 : immeuble (deuxième quart du XXe siècle)[25].
- no  80 : villa Bourtholle[26].
- no  94 : immeuble (deuxième quart du XXe siècle)[27].
- no  108 : résidence Anadyr. 
La résidence Anadyr est construite entre 2011 et 2013, pour le compte de l'Union régionale des associations Habitat Jeunes (URHAJ). Elle complète l'offre proposée par la résidence San Francisco (actuel no 92).